# Ałła Graczowa
Ałła Aleksiejewna Graczowa (ros. Алла Алексеевна Грачёва, ukr. Алла Олексіївна Грачова; ur. 16 października 1924, zm. 14 lipca 2001 w Kijowie) – radziecka i ukraińska reżyserka filmów animowanych, scenarzystka oraz animatorka. Zasłużony Działacz Sztuk Ukrainy (1996).
Była członkiem Narodowego Związku Filmowców Ukrainy.

## Wybrana filmografia
- 1977: Jak kotek z pieskiem umyli podłogę
- 1978: Jeżyk, niedźwiadek i gwiazdy
- 1981: Słoneczne ciasto